# Chichée
Pour les articles homonymes, voir Chiché.
Chichée est une commune française située dans le département de l'Yonne en région Bourgogne-Franche-Comté.

## Géographie
La commune est traversée par la rivière nommée le Serein et ses terres font partie du vignoble de Chablis.

### Climat
Pour des articles plus généraux, voir Climat de la Bourgogne-Franche-Comté et Climat de l'Yonne.
En 2010, le climat de la commune est de type climat océanique dégradé des plaines du Centre et du Nord, selon une étude du Centre national de la recherche scientifique s'appuyant sur une série de données couvrant la période 1971-2000. En 2020, Météo-France publie une typologie des climats de la France métropolitaine dans laquelle la commune est exposée à un climat océanique altéré et est dans la région climatique  Lorraine, plateau de Langres, Morvan, caractérisée par un hiver rude (1,5 °C), des vents modérés et des brouillards fréquents en automne et hiver. 
Pour la période 1971-2000, la température annuelle moyenne est de 10,9 °C, avec une amplitude thermique annuelle de 16,1 °C. Le cumul annuel moyen de précipitations est de 757 mm, avec 11,5 jours de précipitations en janvier et 7,8 jours en juillet. Pour la période 1991-2020, la température moyenne annuelle observée sur la station météorologique de Météo-France la plus proche, « Chablis_sapc », sur la commune de Chablis à 4 km à vol d'oiseau, est de 11,6 °C et le cumul annuel moyen de précipitations est de 740,3 mm. 
La température maximale relevée sur cette station est de 42,6 °C, atteinte le 25 juillet 2019 ; la température minimale est de −24,2 °C, atteinte le 16 janvier 1985,,. 
Les paramètres climatiques de la commune ont été estimés pour le milieu du siècle (2041-2070) selon différents scénarios d'émission de gaz à effet de serre à partir des nouvelles projections climatiques de référence DRIAS-2020. Ils sont consultables sur un site dédié publié par Météo-France en novembre 2022.

## Urbanisme

### Typologie
Au 1er janvier 2024, Chichée est catégorisée commune rurale à habitat dispersé, selon la nouvelle grille communale de densité à sept niveaux définie par l'Insee en 2022.
Elle est située hors unité urbaine. Par ailleurs la commune fait partie de l'aire d'attraction de Chablis, dont elle est une commune de la couronne,. Cette aire, qui regroupe 7 communes, est catégorisée dans les aires de moins de 50 000 habitants,.

### Occupation des sols
L'occupation des sols de la commune, telle qu'elle ressort de la base de données européenne d’occupation biophysique des sols Corine Land Cover (CLC), est marquée par l'importance des territoires agricoles (67,1 % en 2018), une proportion sensiblement équivalente à celle de 1990 (67,2 %). La répartition détaillée en 2018 est la suivante : 
forêts (31,5 %), terres arables (27 %), cultures permanentes (25,6 %), prairies (8,5 %), zones agricoles hétérogènes (6 %), zones urbanisées (1,4 %). L'évolution de l’occupation des sols de la commune et de ses infrastructures peut être observée sur les différentes représentations cartographiques du territoire : la carte de Cassini (XVIIIe siècle), la carte d'état-major (1820-1866) et les cartes ou photos aériennes de l'IGN pour la période actuelle (1950 à aujourd'hui).

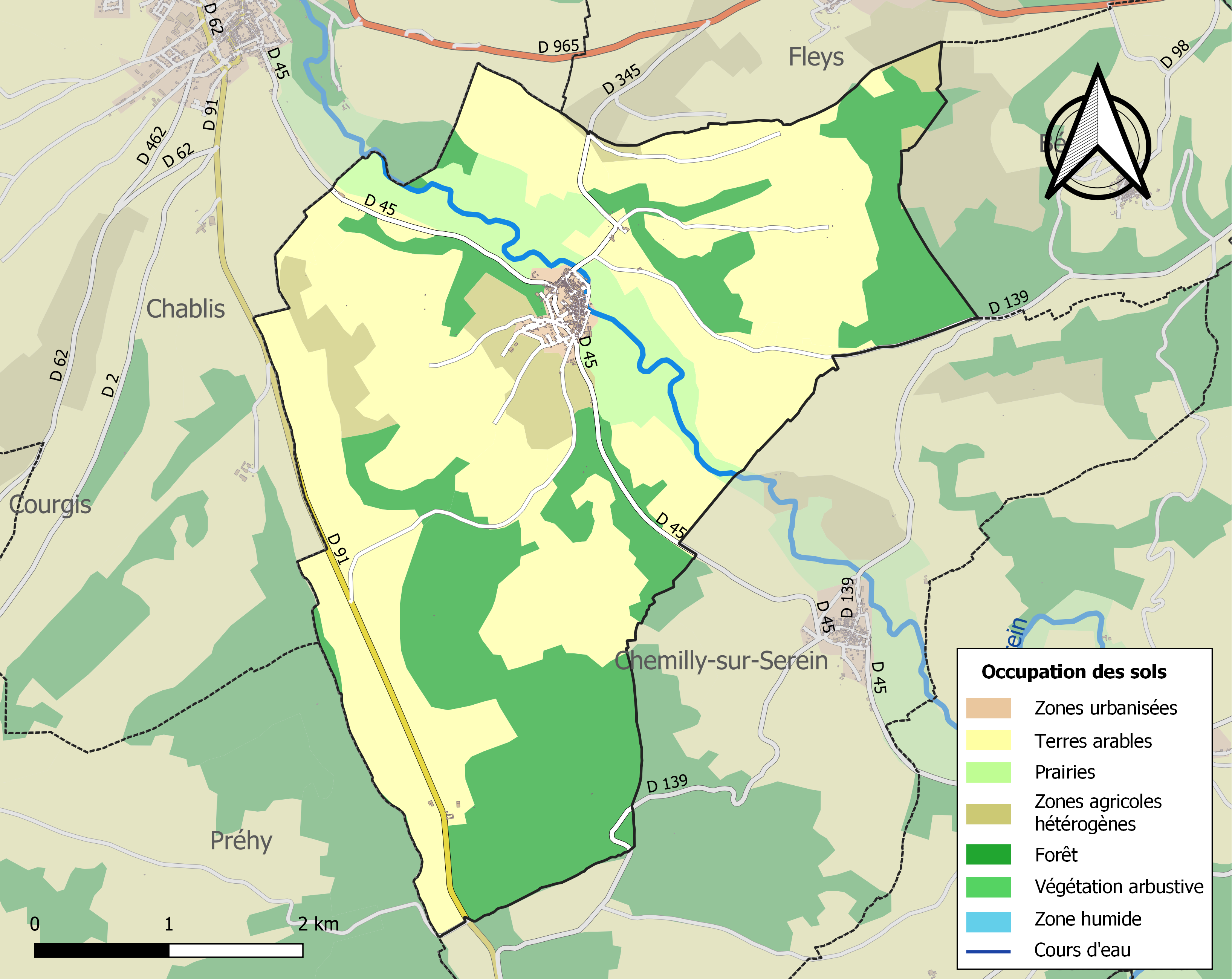
Carte des infrastructures et de l'occupation des sols de la commune en 2018 (CLC).

## Histoire
L'origine de Chichée est antérieure au 7e siècle. Son nom a connu des formes variées :
- Cachiniaceum (cart. gén. de l'Yonne,II,3) ;
- Chichiviacus (966, Cartulaire[14] de la bibliothèque de Châtillon-sur-Seine) ;
- Chicheyum (1116, cart. gén. de l'Yonne) ;
- Scissiacum (1178, cart. de Saint-Michel) ;
- Chichiœ (1226, cart. du Comté de Tonnerre) ;
- Chechiœ (1256, cart. de Pontigny).

À partir du 8 avril 966, l'église Saint-Martin dépendit de l'abbaye Saint-Pierre de Flavigny. « À cette date, Achard, évêque de Langres (948-970), à la prière de ses fidèles Aganon chevalier et Simon, archiprêtre, donne à Adrad, abbé de Flavigny, et à Milon son neveu, pour en jouir pendant leur vie, l'église de Saint-Martin-de-Chichée, près Chablis, avec toutes les dîmes qui en dépendent. » (En latin : « altare sancti Martini cum decimis sibi aspicientibus, quod est situm in comitatu Tornetrinse, et in villa Chichiviaco »).
Vers l'an 850, un nommé Séraphin donne à l'abbaye de Flavigny une manse et ses dépendances, située à Chichée. Le 17 septembre 879, le roi donne à son fidèle Baldric des biens situés à Chichée. Et en 1195, un Gilbert de Chichée se donne avec tous ses biens à l'abbaye de Flavigny. En juillet 980, Widric évêque de Langres et Milon Ier comte de Tonnerre s'unissent pour remettre en état l'abbaye Saint-Michel de Tonnerre. Milon Ier dote cette dernière avec des biens situés entre autres à Chichée.
En 1116, l'église de Chichée est confirmée dans son rattachement à l'abbaye Saint-Michel de Tonnerre par Godefroy, évêque de Langres.
Jusqu'en 1789, Chichée appartenait au diocèse de Langres, à la province de l'Île-de-France et au bailliage de Villeneuve-le-Roi.
En 1789, ce village appartenait à la seigneurie d'Edme le Court de Béru, seigneur de Béru, Poilly, Chichée.
En 1887, Chichée possède une halte de chemin de fer du Tacot.

## Démographie
L'évolution du nombre d'habitants est connue à travers les recensements de la population effectués dans la commune depuis 1793. Pour les communes de moins de 10 000 habitants, une enquête de recensement portant sur toute la population est réalisée tous les cinq ans, les populations de référence des années intermédiaires étant quant à elles estimées par interpolation ou extrapolation. Pour la commune, le premier recensement exhaustif entrant dans le cadre du nouveau dispositif a été réalisé en 2006.

En 2022, la commune comptait 299 habitants, en évolution de −6,27 % par rapport à 2016 (Yonne : −1,95 %, France hors Mayotte : +2,11 %).
| 1793 | 1800 | 1806 | 1821 | 1831 | 1836 | 1841 | 1846 | 1851 |
| ---- | ---- | ---- | ---- | ---- | ---- | ---- | ---- | ---- |
| 707  | 742  | 781  | 738  | 768  | 734  | 772  | 758  | 732  |

| 1856 | 1861 | 1866 | 1872 | 1876 | 1881 | 1886 | 1891 | 1896 |
| ---- | ---- | ---- | ---- | ---- | ---- | ---- | ---- | ---- |
| 694  | 688  | 696  | 685  | 637  | 615  | 654  | 631  | 613  |

| 1901 | 1906 | 1911 | 1921 | 1926 | 1931 | 1936 | 1946 | 1954 |
| ---- | ---- | ---- | ---- | ---- | ---- | ---- | ---- | ---- |
| 540  | 560  | 519  | 450  | 438  | 374  | 360  | 366  | 343  |

| 1962 | 1968 | 1975 | 1982 | 1990 | 1999 | 2006 | 2011 | 2016 |
| ---- | ---- | ---- | ---- | ---- | ---- | ---- | ---- | ---- |
| 317  | 291  | 307  | 302  | 301  | 333  | 351  | 349  | 319  |

| 2021 | 2022 | - | - | - | - | - | - | - |
| ---- | ---- | - | - | - | - | - | - | - |
| 300  | 299  | - | - | - | - | - | - | - |

## Culture locale et patrimoine

### Lieux et monuments
- l'église Saint-Martin du XVe siècle[30]

L'église Saint-Martin de Chiché
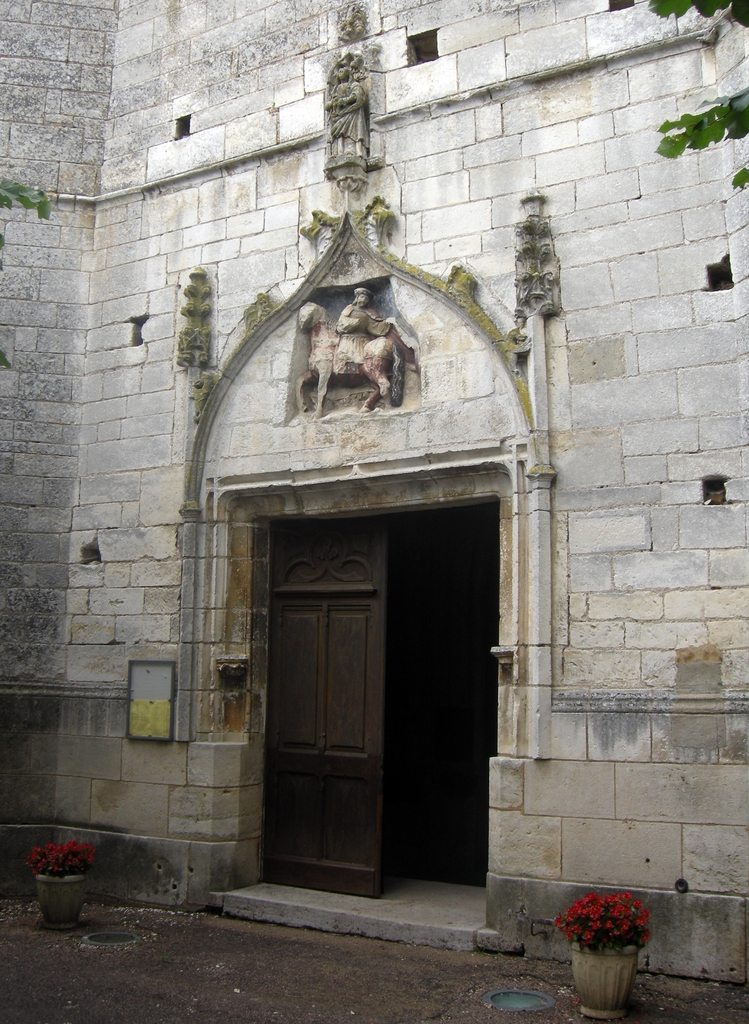
Porche de l'église.
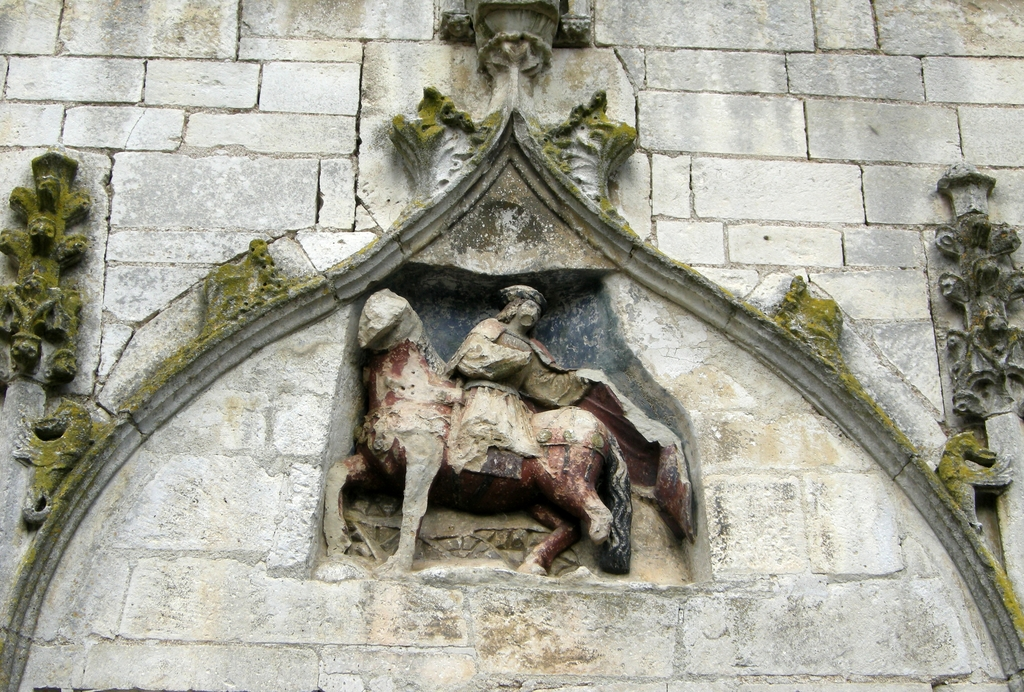
Saint-Martin sur son cheval, détail du fronton.
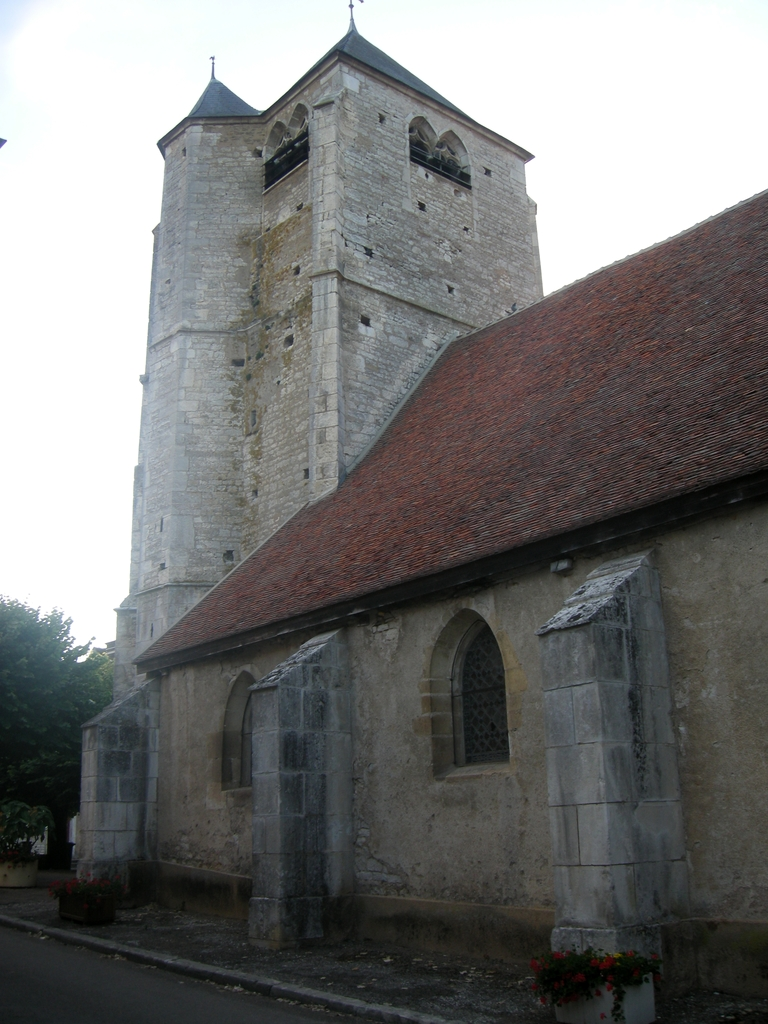
Le clocher et le bas-côté sud.
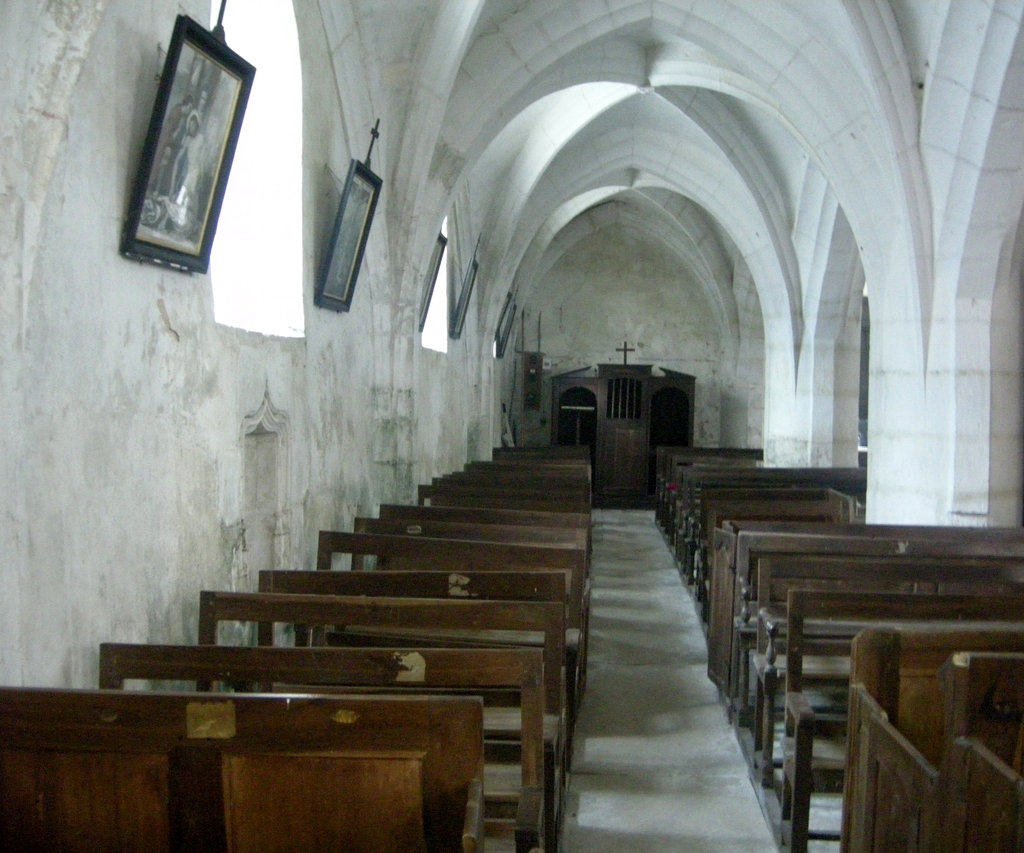
Intérieur, bas-côté nord.
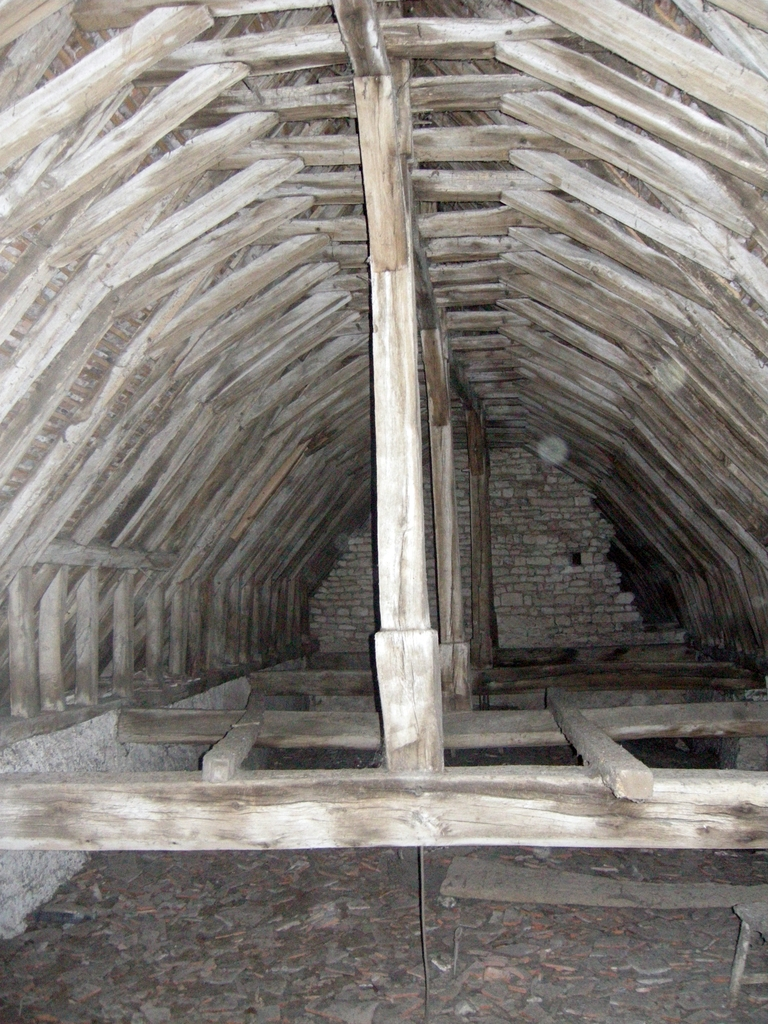
Charpente principale au-dessus de la nef.
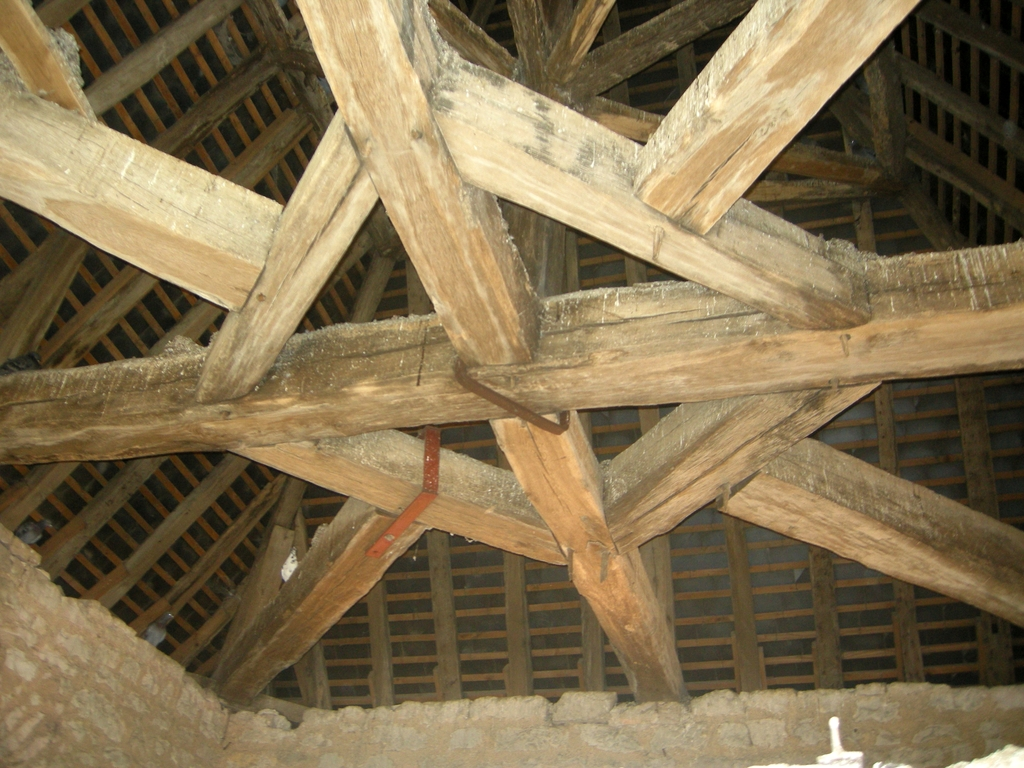
Charpente du clocher.
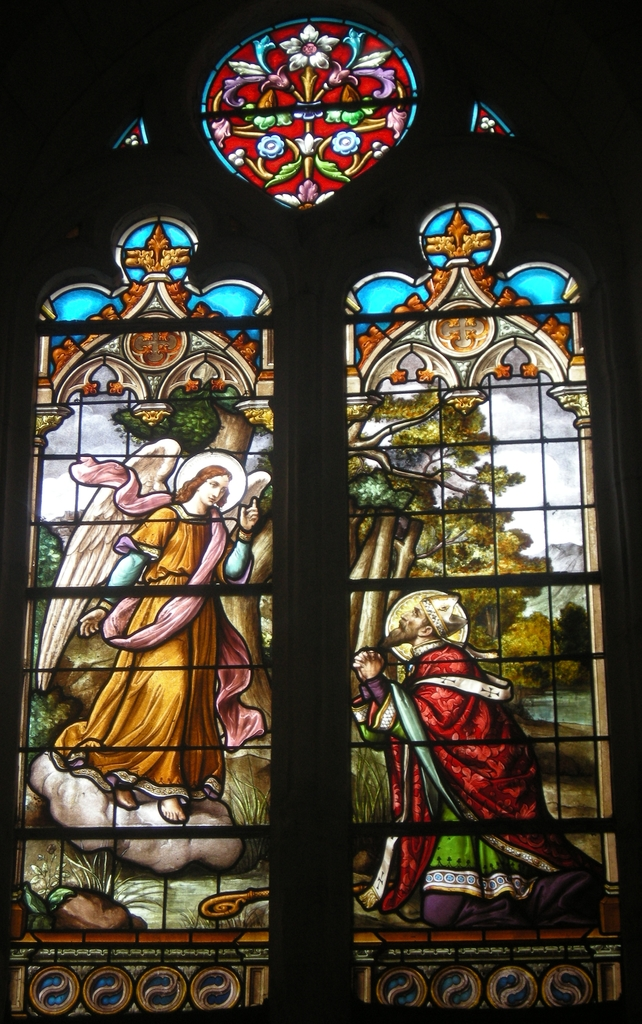
Vitrail.
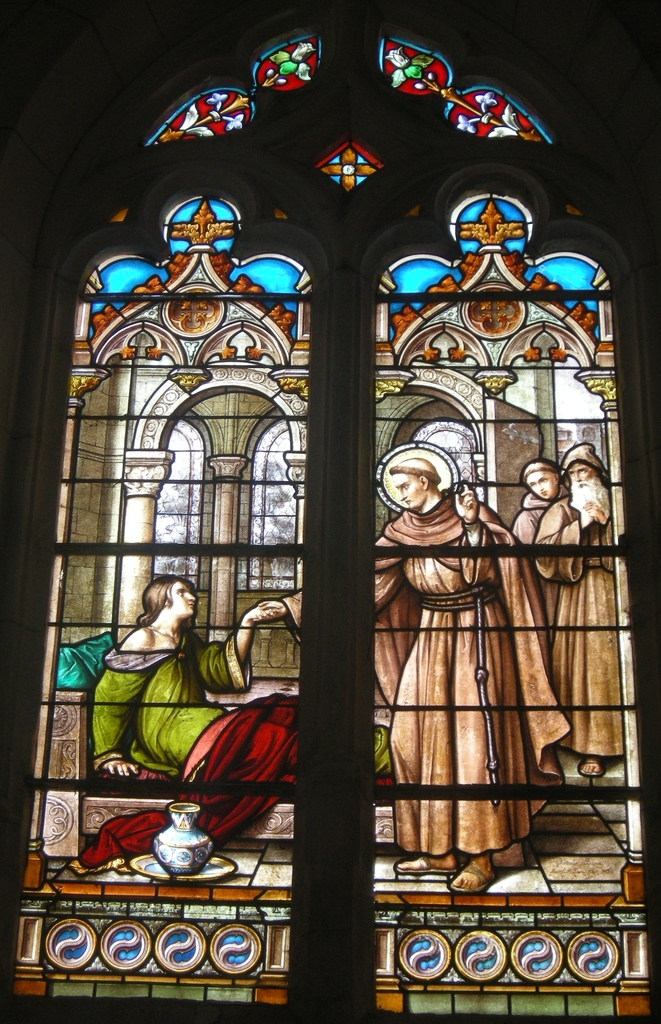
Vitrail.
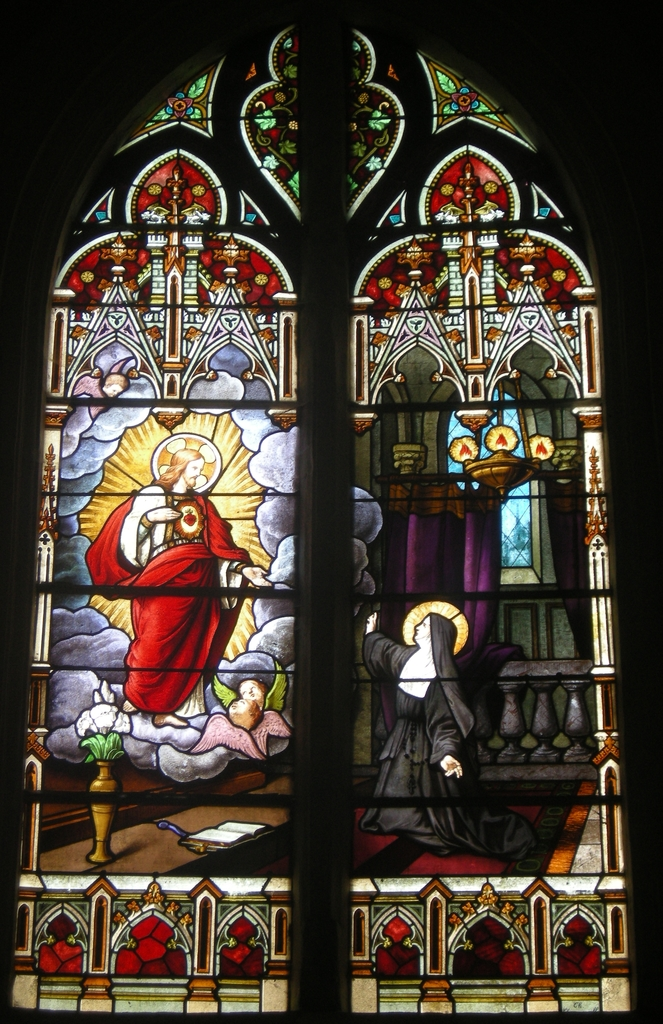
Vitrail.
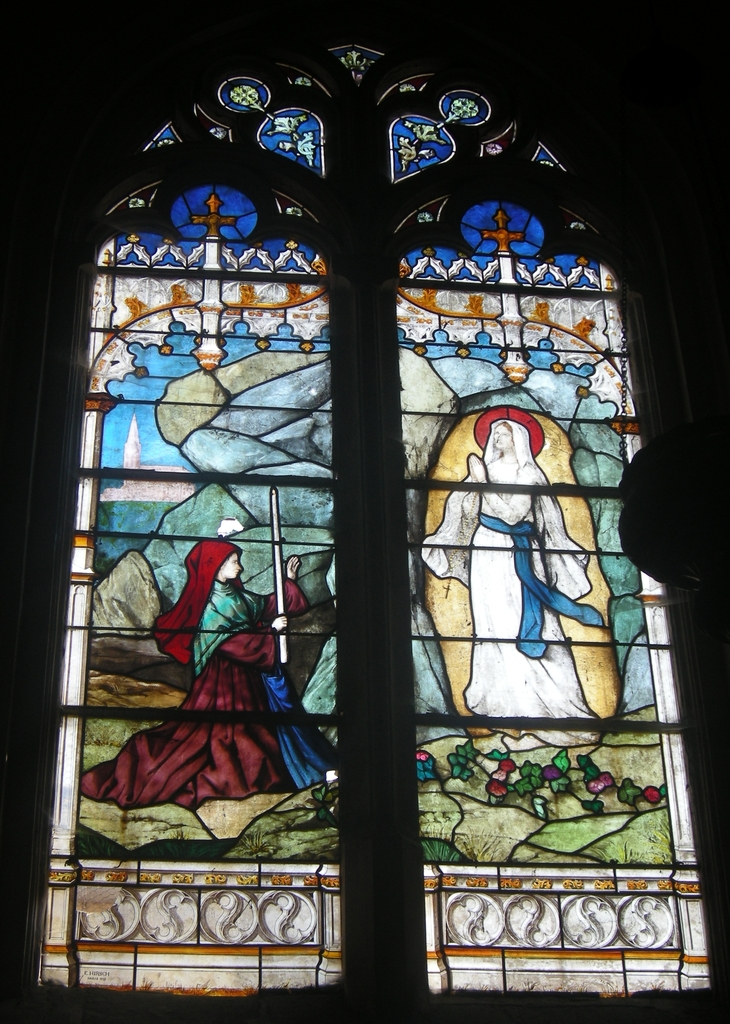
Vitrail.
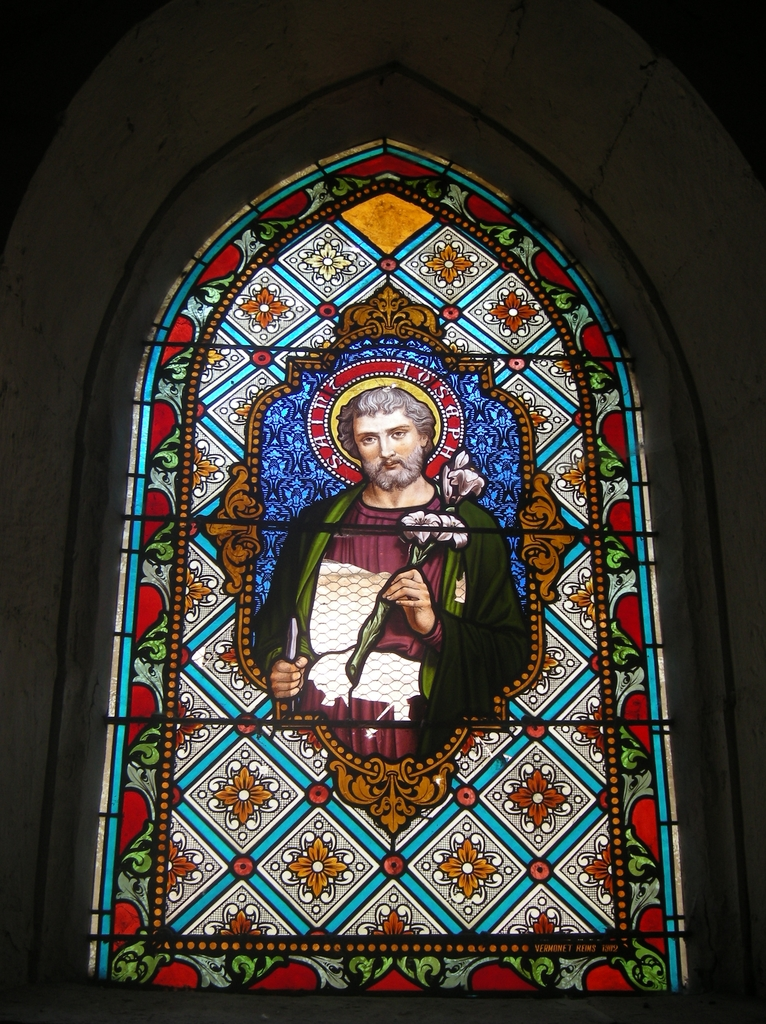
Vitrail.

Vues de Chiché
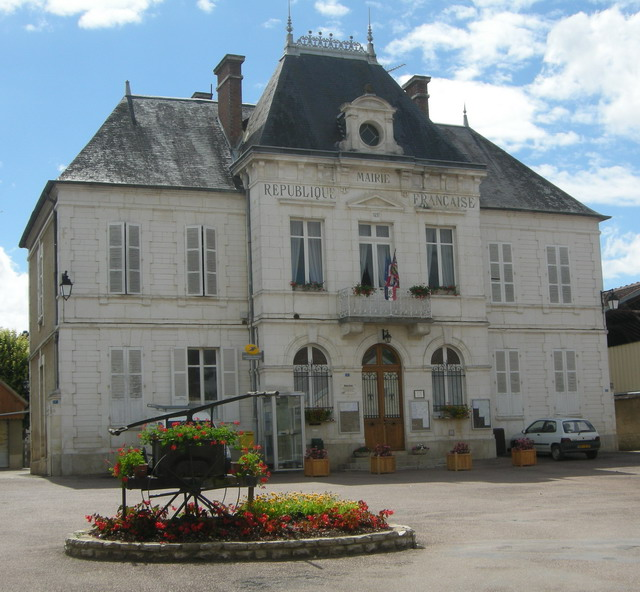
Mairie de Chichée.
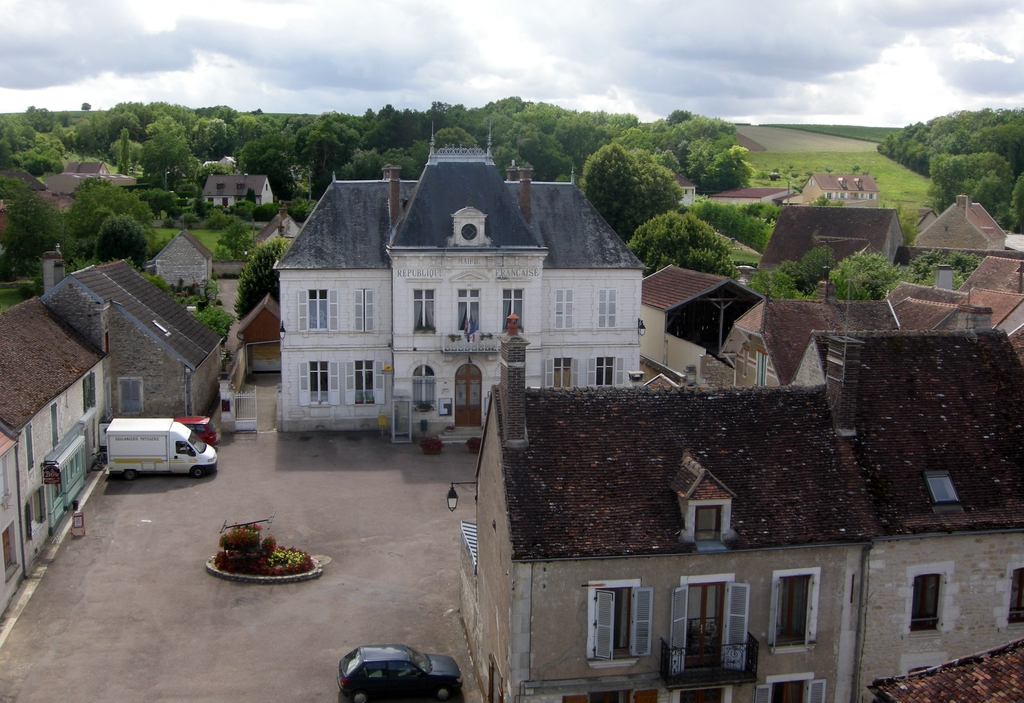
Mairie de Chichée, point de vue du clocher.
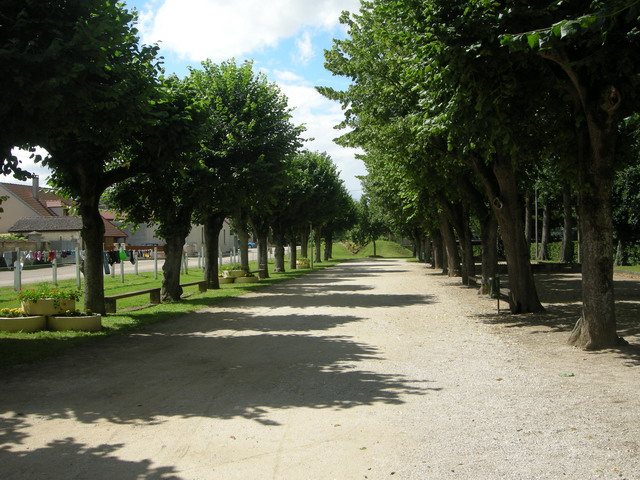
Le pâtis, espace communal au bord du Serein, lieu des fêtes.